# 李立峯
李立峯（1975年—），香港新聞與傳播學者，是香港中文大學新聞與傳播學院教授及前院長。主要研究範疇包括新聞學、政治傳播、社會運動及公共輿論。李立峯長期關注資訊透明度、民意表達方式及公民社會變遷，並不時就相關議題撰文或接受媒體訪問。

## 學歷
李立峯早年就讀九龍工業學校，畢業於香港中文大學新聞與傳播學院，其後於史丹佛大學取得博士學位。

## 學術與公職
李立峯為香港中文大學新聞與傳播學院教授，曾任該院院長，並參與多項學術及社會調查項目。在香港社會運動、媒體制度及政治傳播等領域有豐富研究成果。2021年，李立峯曾以專家證人身份就唐英傑案作供，指出「光時」口號可有多種解讀。

## 公開活動
2025年3月27日，李立峯出席由台灣「中央研究院」主辦的「在高峰時刻以外: 2010年代香港社會動員的脈絡與變遷」演講，分析雨傘運動及反修例條例運動之間的關係，並探討其之間的動態演變，藉此了解：人們在心理上如何進行調節以適應社會轉變，並揭示從2010年至今，香港社會運動所展現的適應性韌力，從而揭示現今香港的社會心理圖像。
2023年12月8日，李立峯出席由台灣「中央研究院」香港研究小組舉辦的「當香港研究走向全球」國際學術研討會，在主題演講中以調查和訪談資料指出，支持民主發展或者有運動參與經驗的港人，雖然整體社會態度上較為負面與悲觀，但實際上，香港公民社會仍以蟄伏（abeyance）形式存在。

## 主要著作
- 李立峯，孔誥烽，吳介民，陳健民，陳玉潔，梁啟智，鄭祖邦，鄭樂恒，周豎峰，馬嶽 （編）（2025）巨浪後 國安法時代的香港與香港人，台灣：左岸文化出版社
- Lee, Francis L.F. (2025) Pro-Democracy Contention in Hong Kong: Relational Dynamics between the Umbrella Movement and the Anti-Extradition Protests (New Political Science) New York: State University of New York Press
- Chan, Chi-kit, Tang, Gary, and Lee, Francis L. F. （forthcoming. Hong Kong media: Interaction between media, state and civil society. New York: Palgrave.
- 李立峯、黃煜（編）（forthcoming）傳承與創新：中華傳播研究40年。香港：中文大學出版社。
- Lee, Francis L. F. & Chan, Joseph Man （2021）. Memories of Tiananmen: Politics and Processes of Collective Remembering in Hong Kong, 1989-2019.Amsterdam: Amsterdam University Press.
- 李立峯（編）（2021）時代的行動者：反修例運動群眾。香港：牛津大舉出版社。